# Pont de pierre (Skopje)
Pour les articles homonymes, voir Pont de pierre.
Le pont de pierre (Камен Мост en macédonien) est un pont voûté en maçonnerie qui enjambe le fleuve Vardar à Skopje. Il est réservé aux piétons et il est très fréquenté à cause de sa situation en plein centre-ville, il relie en effet la place de Macédoine à la place du Soulèvement de Karpoch, les deux points névralgiques de Skopje.
Le pont, construit au XVe siècle par les Ottomans, est devenu le symbole de la ville : il figure par exemple dans ses armoiries aux côtés de la forteresse qui le surplombe. Le pont a acquis ce statut de symbole non seulement pour sa valeur historique, mais également parce qu'il relie deux parties très différentes de la ville, le Nord majoritairement albanais, et le Sud majoritairement macédonien. Les deux rives sont également très différentes sur le plan architectural, car le Nord, où se trouve le vieux bazar, est ancien, et le Sud, où se concentrent les magasins et les centres d'affaire, est moderne. Il est donc le lien entre les deux grandes communautés ethniques de la ville ainsi qu'entre son passé et son avenir.

## Histoire

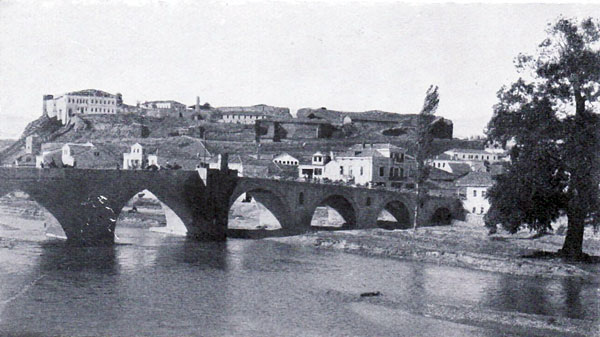
Le pont en 1913.

Le pont a été construit par l'empereur serbe Dusan 1346. Selon une autre version, Le pont de pierre est mentionné pour la première fois dans des documents qui le rattachent aux règnes des Sultans Mehmet II et Murat II, qui dirigent l'Empire ottoman de 1421 à 1481. Certaines sources, nombreuses mais peu vraisemblables, font remonter sa construction à l'occupation romaine,.
Le pont a été témoin d'un épisode important de l'histoire macédonienne, puisqu'en 1689, le haïdouk Petar Karpoch, responsable d'une insurrection contre les Turcs, y est empalé puis jeté à l'eau.
Le pont a souvent été réparé au cours des siècles ; il a subi plusieurs crues du Vardar et quatre de ses piliers ont été détruits ou gravement endommagés lors du tremblement de terre de 1555. En 1909, le Sultan Mehmet V ordonna par ailleurs son élargissement. Les bords en pierre furent alors détruits et des bas-côtés construits sur des consoles en fer. Sa largeur passa ainsi de 6,33 à 9,80 mètres.
À la fin de la Seconde Guerre mondiale, en 1944, les nazis installèrent de la dynamite sur le pont, mais lors de la Libération, les résistants purent enlever les explosifs et sauver le monument.
En 1992, le pont fut entièrement restauré et les bas-côtés sur console de 1909 furent retirés, ce qui permit au pont de retrouver sa largeur initiale.

## Architecture

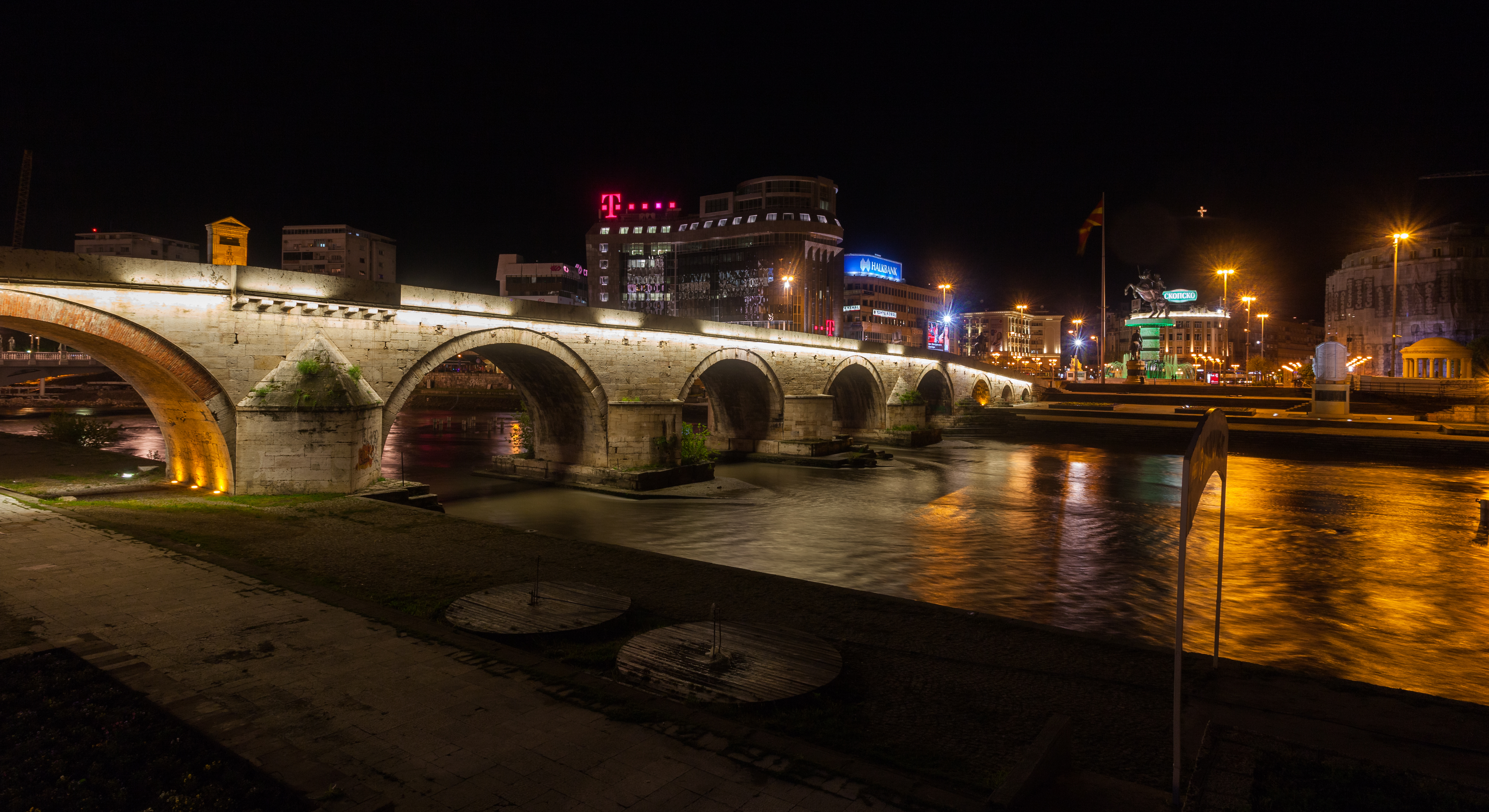
Vue de nuit.

Le pont est construit en une maçonnerie de blocs de pierre taillés, formant treize arches reposant sur des piliers massifs. Sa longueur atteint 213,85 m et sa largeur 6,33 mètres. Les blocs ont été assemblés avec des éléments en fer, et renforcés avec du plomb, des pierres taillées et du mortier appliqués à l'intérieur des piliers.
Le pilier central est surmonté par une tour de guet, récemment reconstruite. Celle-ci comporte un mihrab et le pilier contenait à l'origine des pièces destinées à diminuer la charge qui pesait sur lui et qui servaient de refuge.

## Galerie

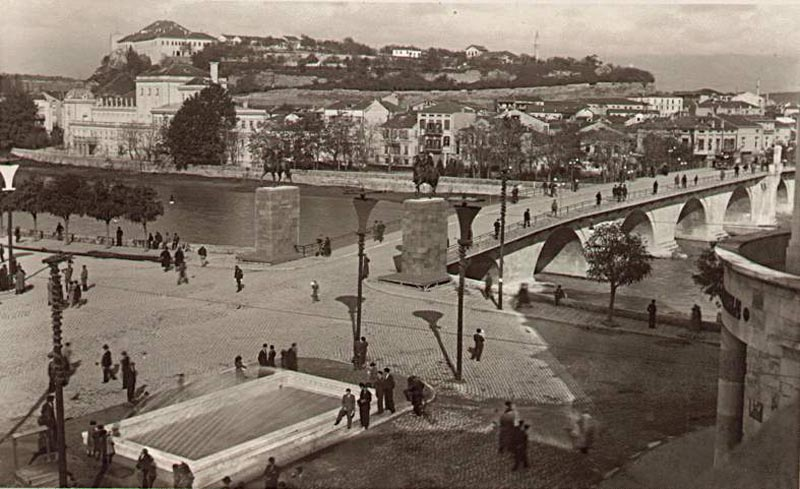
Le pont avec ses bas-côtés sur console au début du XXe siècle.
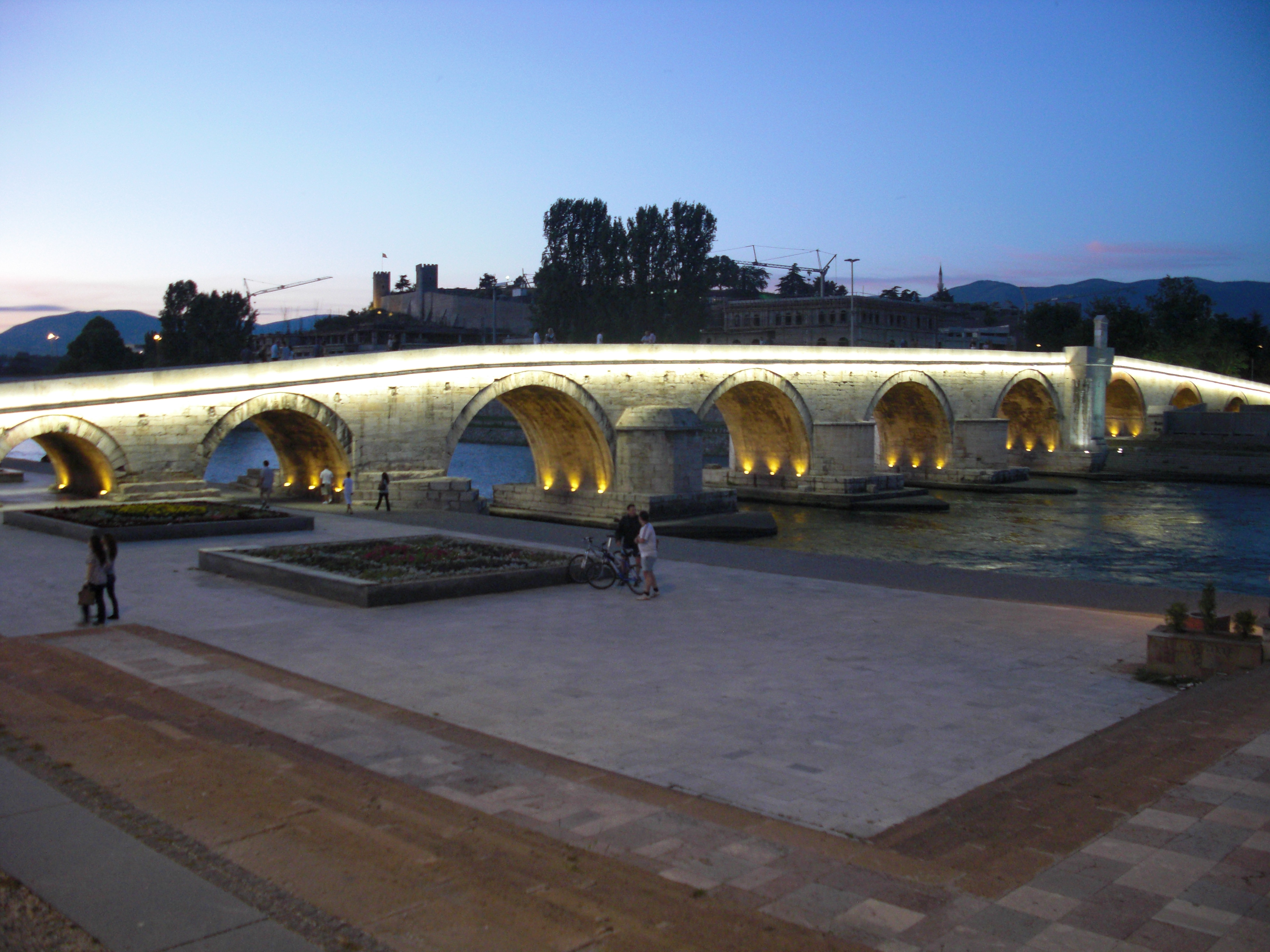
Vue nocturne.
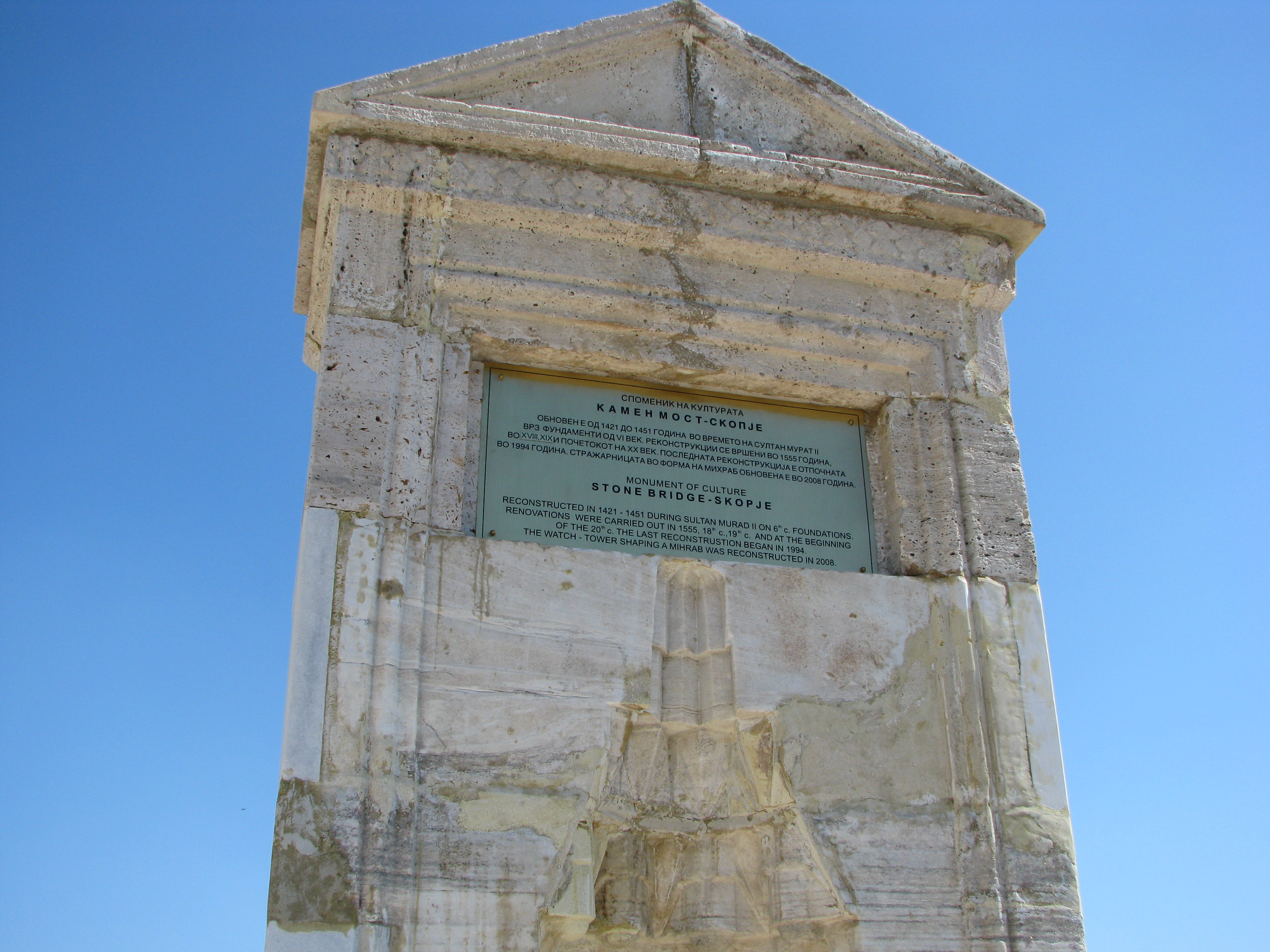
Le mirhab.
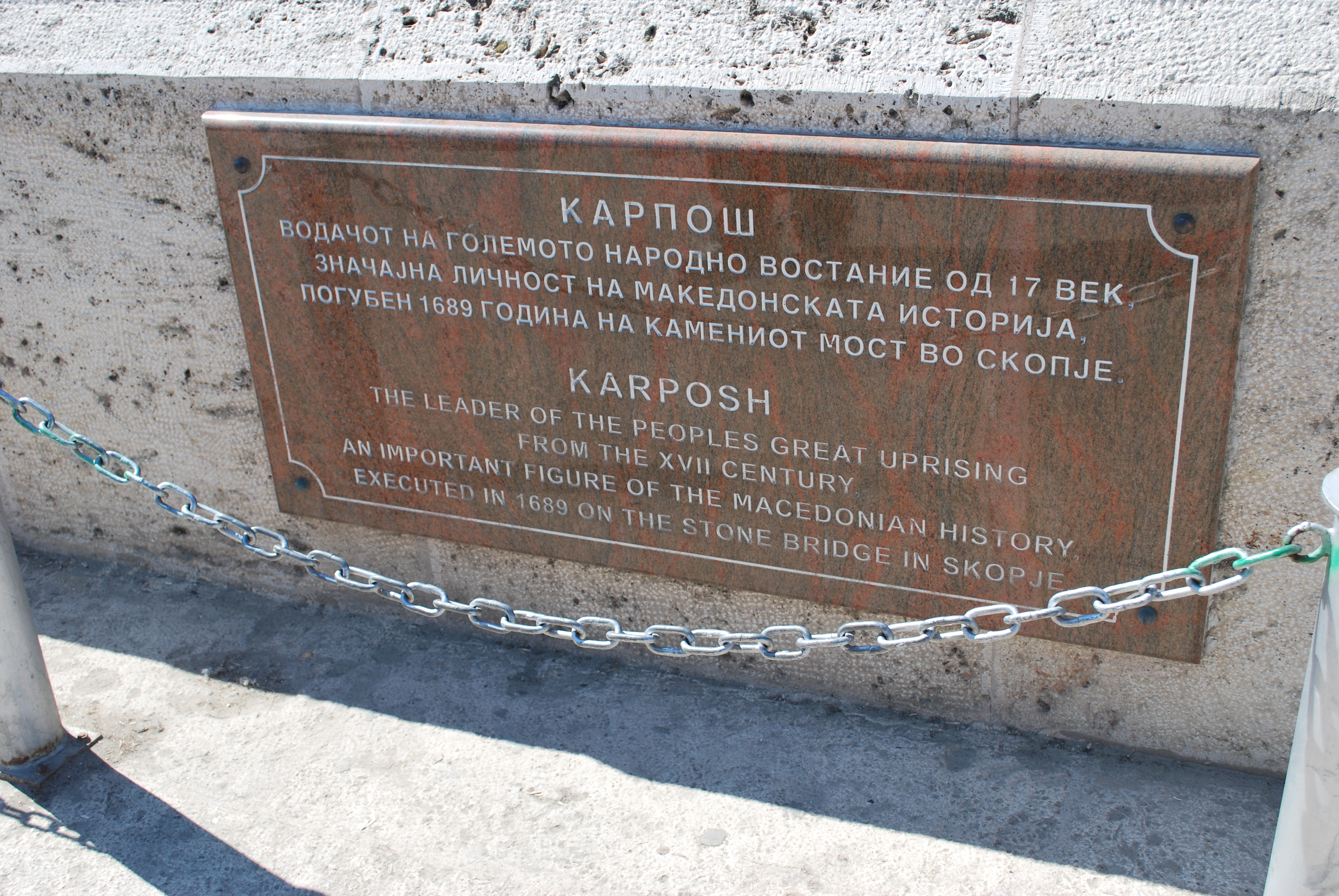
Plaque commémorant l'exécution de Petar Karpoch.
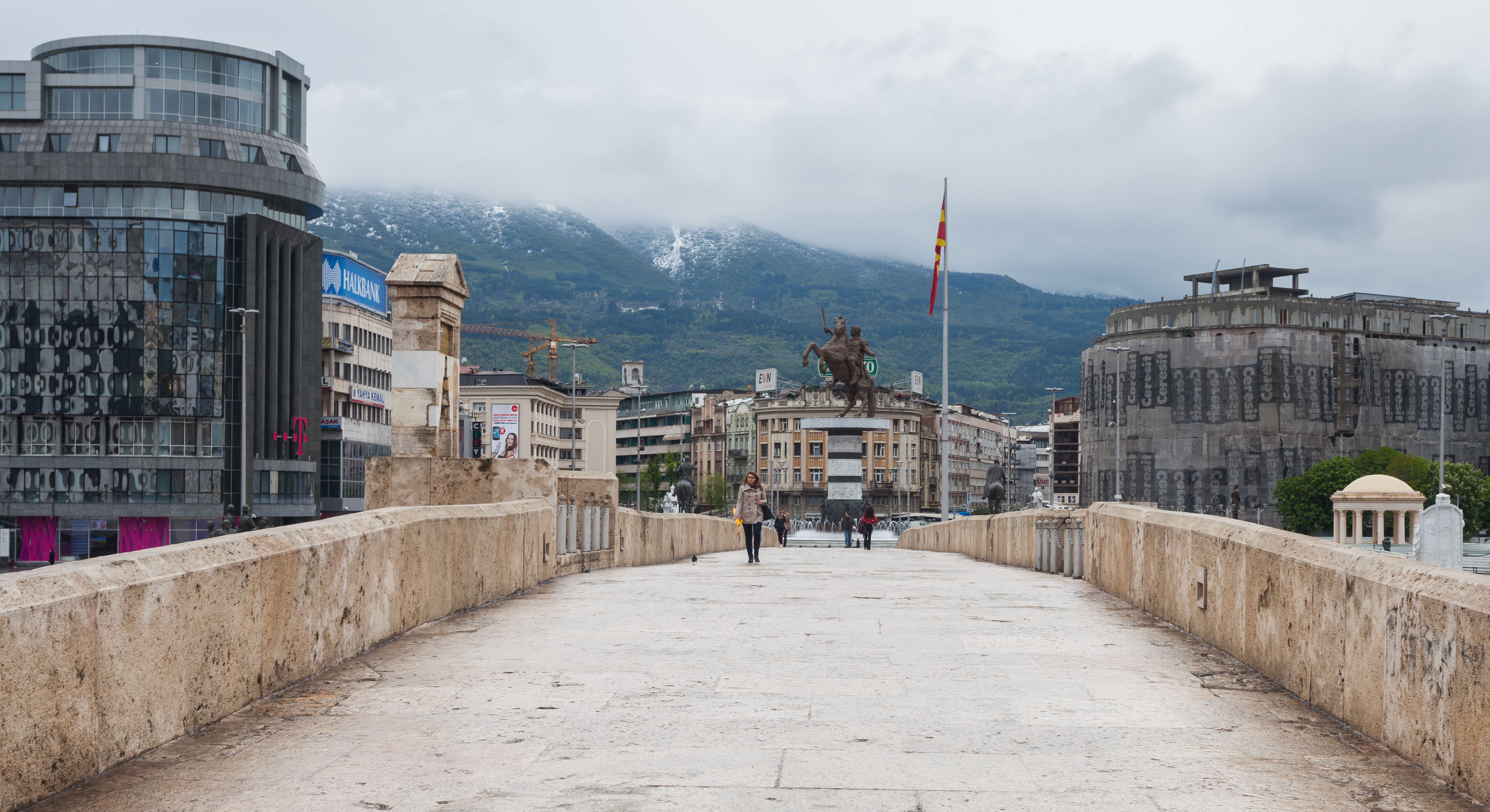
Vue depuis le sommet.
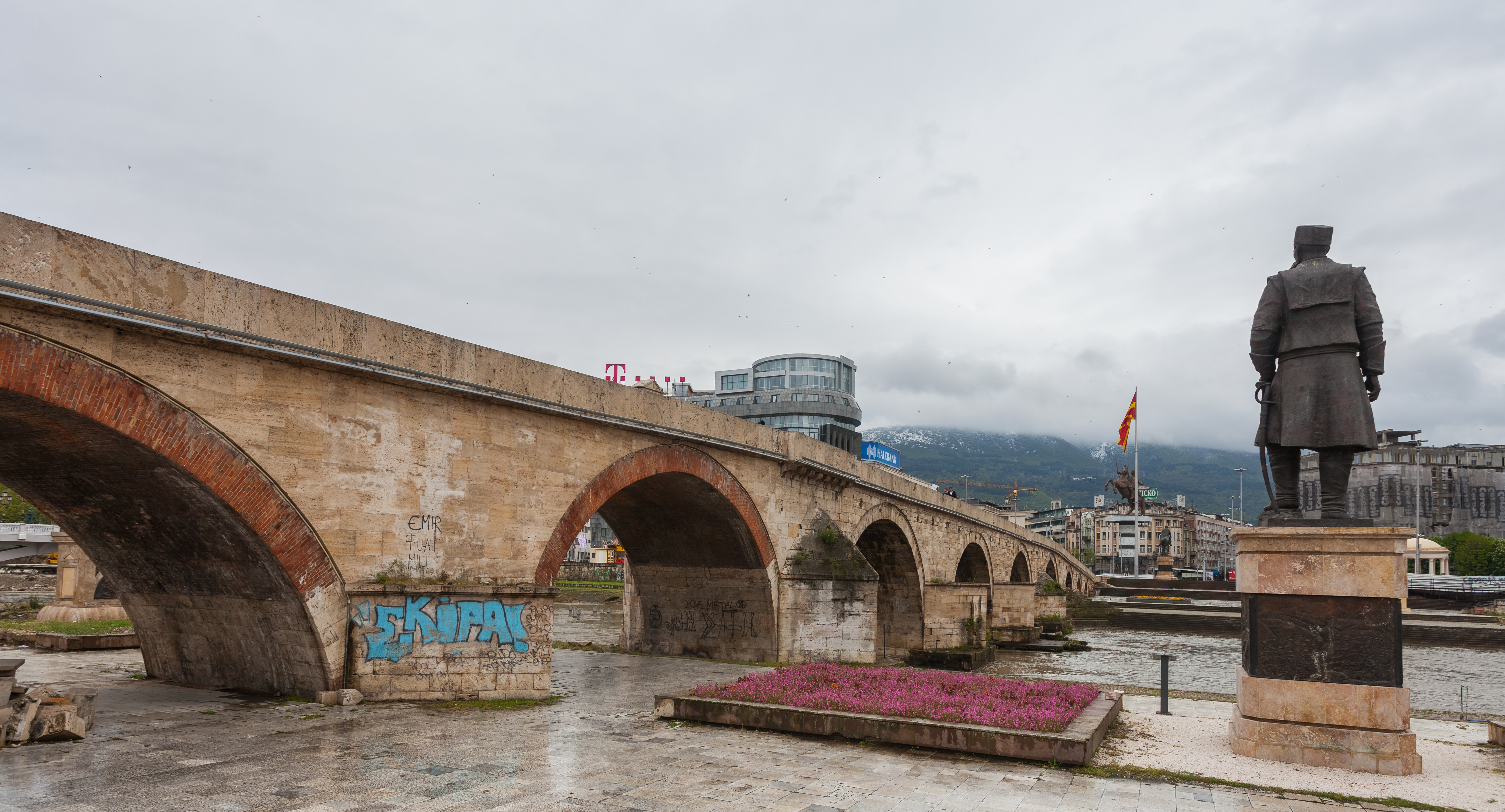
Vue latérale.